# Mutsaard

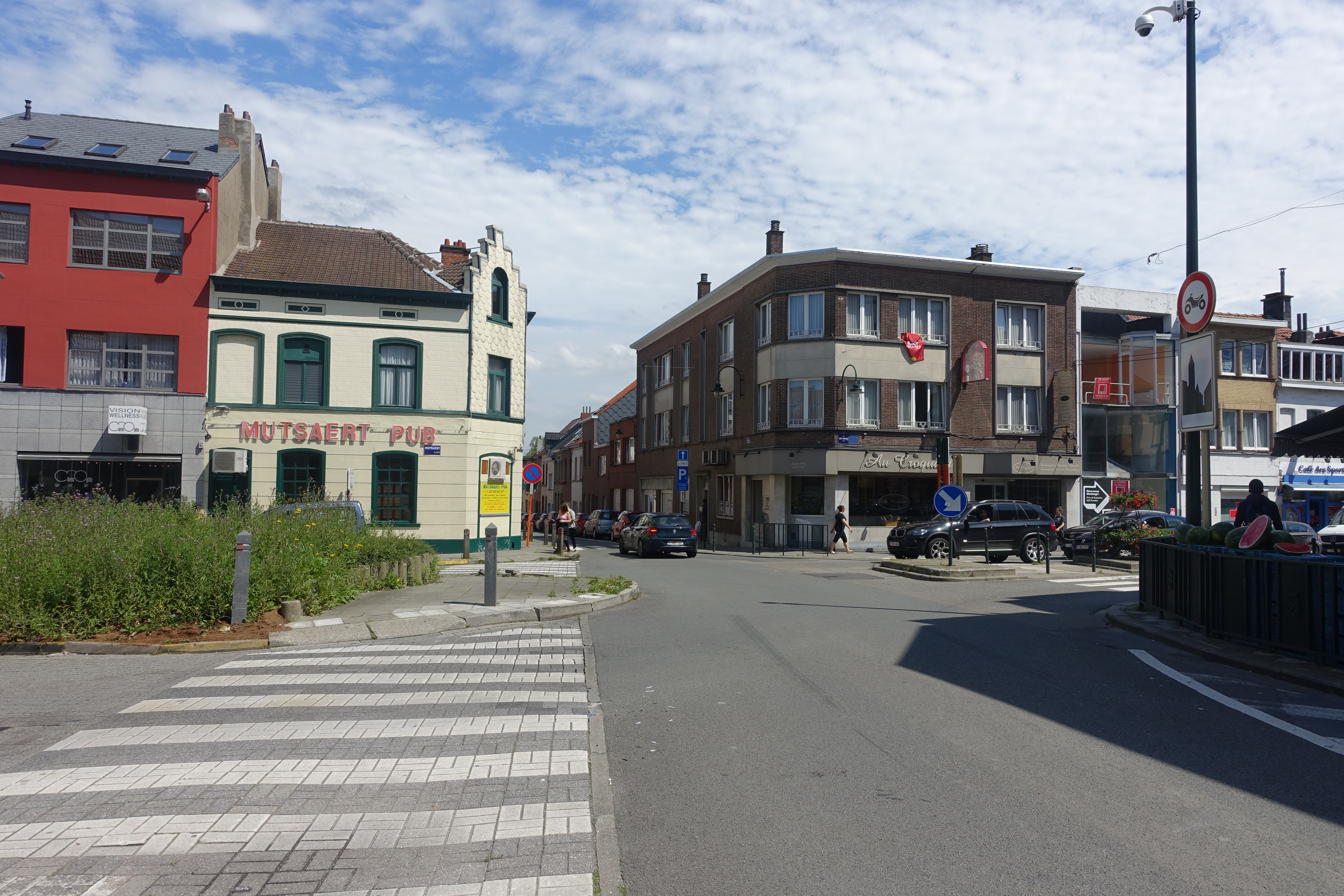
Mutsaertplein op de grens van Strombeek-Bever, Vilvoorde en Laken

Mutsaard is een wijk in het noorden van het Brussels Hoofdstedelijk Gewest en het zuidwesten van de stad Vilvoorde op de grens met de gemeente Grimbergen.

## Beschrijving
Het grootste deel van de wijk is gelegen binnen de voormalige gemeentegrenzen van Laken, maar het grootste deel behoorde tot de voormalige parochie van Over-Heembeek (Neder-Over-Heembeek). Soms wordt (het Brusselse deel van) de wijk ook wel 'De Wand' genoemd. De wijk wordt van het centrum van Laken gescheiden door het Koninklijk Domein. In de wijk bevindt zich het Museum van het Verre Oosten. De wijk ontstond rond de Mutsaertplaats, vandaag een plein op de grens van de drie gemeentes. De bebouwing van de wijk Mutsaard is vandaag volledig vergroeid met de naastliggende wijken Strombeek, Het Voor, Koningslo en Over-Heembeek.
De wijk wordt in het zuiden begrensd door het Park van Laken, in het westen door de A12, Romeinsesteenweg en Sint-Annalaan en in het noorden door de Strombeeksesteenweg (grens met Het Voor), de Berkendallaan en de Winkelveldstraat (grens met Koningslo-dorp). Aangezien Mutsaard (en Het Voor) in vergelijking met Koningslo recente wijken zijn, wordt het Vilvoordse deel van Mutsaard, tezamen met de wijk Het Voor soms ook tot het ruimere Koningslo gerekend.

## Geschiedenis
In de Romeinse tijd bestond er al een Romeinse steenweg die Elewijt via Vilvoorde, Koningslo, Mutsaard en de noordzijde van het huidige Laarbeekbos met Asse verbond. De eerste vermelding van het gehucht Mutsaard gebeurde in 1297, onder de naam 'Wannekouter', vandaag nog een van de hoofdstraten van de wijk. De naam 'Mutsaert' komt voor de eerste maal voor in 1724, waarbij het de naam is van een herberg nabij het huidige Mutsaardplein. Mutsaard is een oude benaming voor een takkenbos of brandstapel.
Vanaf 1770 geldt deze naam als plaatsnaam voor het gehucht (slechts enkele huizen). In de negentiende eeuw wordt de buurtspoorweg van Humbeek naar Brussel langs Mutsaard aangelegd (Sint-Amandsstraat - Mutsaardplein - De Wandstraat). Het huidige keerspoor van tramlijn 19 bij De Wand herinnert hier nog aan. Deze buurtspoorweg zal bijdragen aan de ontwikkeling van het gehucht, maar het is pas in de jaren 50 van de twintigste eeuw dat het gehucht uitgroeit tot een stedelijke wijk. Dit gebeurde mede dankzij de aanwezigheid van verschillende grote scholen in de wijk, zoals het Jan-van-Ruusbroeckollege.
Mutsaard wordt van oudsher doorsneden door drie straten:
- Vilvoorde - Koningslo - Asse via de huidige Romeinse steenweg
- Strombeek - Laken via de huidige Lakensestraat en De Wandstraat
- Laken - Grimbergen via de huidige De Wandstraat, Mutsaardplein, Sint-Annastraat en noordelijke Sint-Annalaan. Deze "Sint-Annaweg" verbond de Sint-Annabron in Laken met de kapel in Strombeek gewijd aan Sint-Anna-van-Laken. De kapel bevond zich aan de noordzijde van het huidige kruispunt tussen de Sint-Annalaan en de Koningslosesteenweg.

Deelgemeenten: Vilvoorde · Peutie

Overige dorpen en gehuchten: Houtem · Drie Fonteinen · Kassei · Koningslo · Mutsaard · Het Voor

Belgische gemeenten · Arrondissement Halle-Vilvoorde · Vlaams-Brabant · Vlaanderen
Deelgemeenten: Beigem · Grimbergen · Humbeek · Strombeek-Bever

Overige dorpen en gehuchten: Bever · Borgt · Molenveld · Mutsaard · Strombeek · Verbrande Brug

Belgische gemeenten · Arrondissement Halle-Vilvoorde · Vlaams-Brabant · Vlaanderen